# Ernst Hofbauer
Ernst Hofbauer (n. 22 august 1925, Viena – d. 24 februarie 1984, München) a fost un regizor de filme german de origine austriacă.

## Date biografice
După eliberarea sa ca prinzioner de război a studiat stomatologie, două semestre  la institutul  Max-Reinhard din Viena. Prin anii 1950 a lucrat ca asistent de regizor de film. Din anii 1960 a regizat diferte filme germane și britanice, printre care se numară serialul Percy Stuart, transmis de postul  ZDF. Mai cunoscut el devine prin serialele filmelor erotice din anii 1970 ca Hausfrauen Report sau Mädchen beim Frauenarzt.

## Filmografie
- 1959: Auch Männer sind keine Engel
- 1961-62: Vorsicht Kamera!
- 1964: Tim Frazer jagt den geheimnisvollen Mister X
- 1964: Holiday in St. Tropez
- 1965: Die Liebesquelle
- 1965: Die schwarzen Adler von Santa Fe
- 1965: Tausend Takte Übermut
- 1965: Geheimnis der drei Dschunken
- 1966: Schwarzer Markt der Liebe
- 1967: Heißes Pflaster Köln
- 1969: Die jungen Tiger von Hongkong
- 1969: Percy Stuart (Serie)
- 1970: Prostitution heute
- 1970: Schulmädchen-Report: Was Eltern nicht für möglich halten
- 1971: Mädchen beim Frauenarzt
- 1971: Erotik im Beruf - Was jeder Personalchef gern verschweigt
- 1971: Der neue heiße Sex-Report: Was Männer nicht für möglich halten
- 1971: Schulmädchen-Report 2: Was Eltern den Schlaf raubt
- 1971: Urlaubsreport – Worüber Reiseleiter nicht sprechen dürfen
- 1972: Heute
- 1972: Lehrmädchen-Report
- 1972: Schulmädchen-Report 3: Was Eltern nicht mal ahnen
- 1972: Die dressierte Frau
- 1972: Schulmädchen-Report 4. Teil - Was Eltern oft verzweifeln läßt
- 1973: Hausfrauen Report international
- 1973: Schulmädchen-Report 5. Teil - Was Eltern wirklich wissen sollten
- 1973: Was Schulmädchen verschweigen
- 1973: Frühreifen-Report
- 1973: Schulmädchen-Report 6: Was Eltern gern vertuschen möchten
- 1974: Gejodelt wird im Unterhöschen
- 1974: Wenn die prallen Möpse hüpfen
- 1974: Dschungelmädchen für zwei Halunken
- 1974: Schulmädchen-Report 7: Doch das Herz muß dabei sein
- 1974: Karate, Küsse, blonde Katzen (Yang chi)
- 1974: Schulmädchen-Report. 8. Teil: Was Eltern nie erfahren dürfen
- 1975: Zwei Teufelskerle auf dem Weg ins Kloster
- 1976: Karamurat - Sein Kungfu ist tödlich (Kara Murat seyh gaffar'a karsi)
- 1976: Zwei Teufelskerle auf dem Weg nach Istanbul (Che carambole… ragazzi)
- 1977: Schulmädchen-Report 11. Teil - Probieren geht über Studieren
- 1978: Respetables delincuentes
- 1980: Maria - Nur die Nacht war ihr Zeuge
- 1984: Rasputin - Orgien am Zarenhof

1. 1 2  „Ernst Hofbauer”, Freebase Data Dumps[*] Verificați valoarea |titlelink= (ajutor)
2. 1 2  „Ernst Hofbauer”, Gemeinsame Normdatei, accesat în 14 octombrie 2015
3. 1 2  Autoritatea BnF, accesat în 10 octombrie 2015
4. 1 2  Ernst Hofbauer, Filmportal.de, accesat în 9 octombrie 2017
5. ↑  „Ernst Hofbauer”, Gemeinsame Normdatei, accesat în 11 decembrie 2014
6. ↑  „Ernst Hofbauer”, Gemeinsame Normdatei, accesat în 30 decembrie 2014